# Begegnungskirche (Berlin)

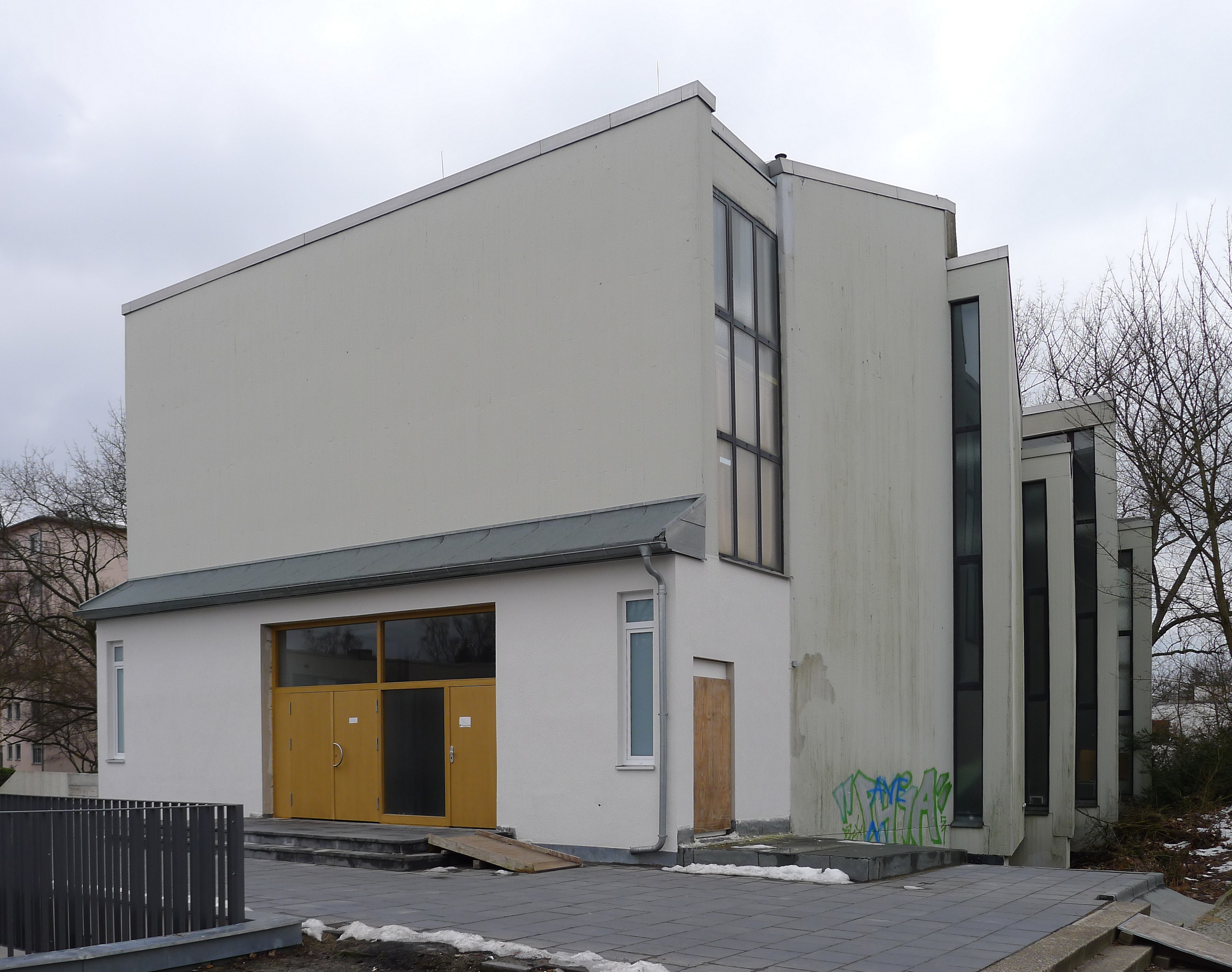
Die Begegnungskirche in Reinickendorf

Die Begegnungskirche (ⓘ) steht an der Gotthardstraße 33–35, Ecke Winterthurstraße 7 im Berliner Ortsteil Reinickendorf des gleichnamigen Bezirks. Der Stahlbetonbau wurde von 1962 bis 1966 nach einem Entwurf von Peter Poelzig als Luther-Kirche gebaut.

## Geschichte
Die Luther-Kirchengemeinde wurde 1954 von der Gemeinde Reinickendorf abgetrennt. Sie benutzte als Gottesdienststätte das 1928 an der Baseler Straße 18 erbaute „Lutherhaus“. Der Neubau der Luther-Kirche wurde am 3. April 1966 eingeweiht. Die Kirche wird seit den 1990er Jahren zunehmend durch ausländische christliche Gemeinden genutzt. 2005 zog die Berliner Gemeinde der Volksmission entschiedener Christen in das Gebäudeensemble, nachdem sie ihr Gemeindezentrum im Klenzepfad 12 aufgegeben hatte.

## Baubeschreibung

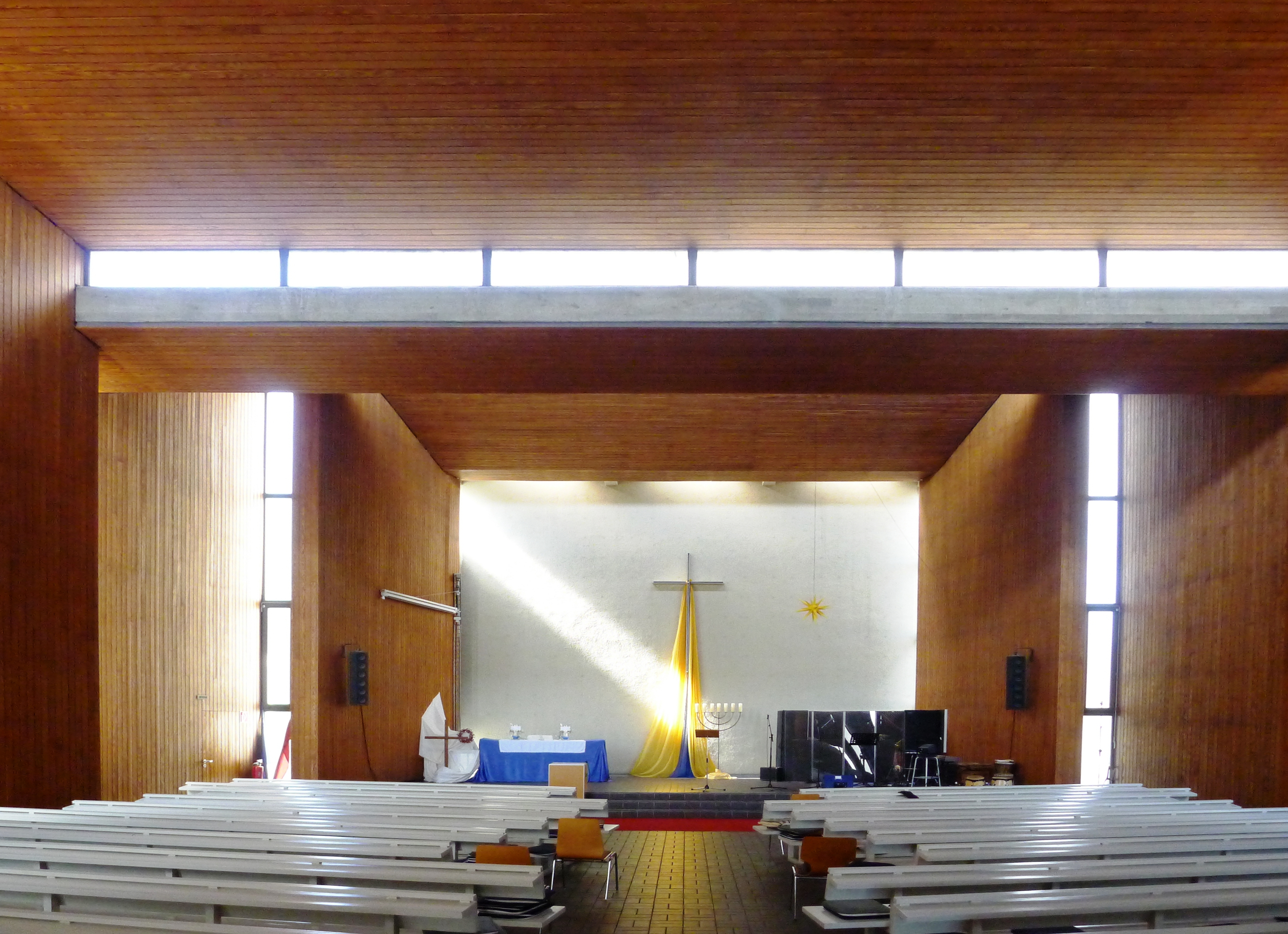
Blick zum Altar

Das weiträumige Ensemble aus Kirche, Campanile und Pfarrhaus ist um einen kleinen Platz gruppiert. Der Hauptbau besteht aus dem Kirchenschiff sowie, unter Ausnutzung der Geländeunterschiede, den Gemeinderäumen und  dem -saal im Souterrain.
Das Kirchenschiff hat sieben Teile. Im ersten, flachgedeckten Teil, dem ein niedriger Anbau vorgelagert ist, befindet sich der Vorraum. Dahinter beginnt der Kirchsaal, der aus den übrigen Teilen besteht, die alle mit Pultdächern bedeckt sind, die innen eine Täfelung aufweisen. Jedes dieser Teile hat einen trapezförmigen Grundriss. Auf den Schenkeln des Trapezes stehen Wandscheiben, außen in Sichtbeton, innen mit Täfelung. Zwischen den unterschiedlich breiten Grundseiten der aneinandergrenzenden Trapeze befinden sich raumhohe Fensterbänder aus Gussglas. Die Stirnwand des Chores ist fensterlos, in der Ecke seiner Seitenwände werfen raumhohe Fensterbänder Tageslicht auf den Altar. Der Bodenbelag besteht aus Keramikfliesen. Über dem Vorraum befindet sich eine Empore, auf der ursprünglich eine Orgel von Johannes Rohlf stand. Diese befindet sich seit 2006 als Dauerleihgabe in St. Nikolaus Berlin-Wittenau.

## Geläut
Der Glockenturm besteht aus vertikalen, zueinander gestaffelten Betonscheiben, die oben durch die Glockenstube miteinander verbunden sind. Das Geläut hat drei Bronzeglocken, die von der Glockengießerei Petit & Gebr. Edelbrock 1966 gegossen wurden. Jede Glocke trägt in der Flanke den Glockenspruch „CHRISTUS FINIS OMNIUM ET CENTRUM“.
| Schlagton | Gewicht (kg) | Durchmesser (cm) | Höhe (cm) |
| --------- | ------------ | ---------------- | --------- |
| gis'      | 550          | 98               | 79        |
| h'        | 310          | 81               | 67        |
| cis"      | 220          | 71               | 59        |